# Südafrikanische Kuhantilope
Die Südafrikanische Kuhantilope (Alcelaphus caama), auch Südliche Kuhantilope, Rote Kuhantilope, Kap-Hartebeest oder Kaama genannt, ist eine im südlichen Afrika vorkommende Antilope aus der Gruppe der Kuhantilopen (Alcelphinae).

## Merkmale

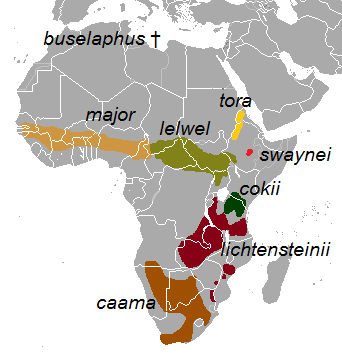
Das Verbreitungsgebiet der Südafrikanischen Kuhantilope (A. caama), der Lichtenstein-Kuhantilope (A. lichtensteinii) und der weiteren Arten der Eigentlichen-Kuhantilopen (Alcelaphus)

Mit einer Kopf-Rumpf-Länge von 2 m, einer Schulterhöhe von 130 cm und einem Gewicht von 150 kg bis 180 kg (Männchen) bzw. 105 kg bis 120 kg (Weibchen) ist diese Antilopenart relativ groß. Das Fell ist glänzend rotbraun gefärbt mit einem dunkeln Schatten von den Schultern bis zum Schwanzansatz. Kennzeichnend und ein gutes Unterscheidungsmerkmal zur nah verwandten Lichtenstein-Antilope (Alcelaphus lichtensteinii) sind die schwarzen Zeichnungen auf Stirn und Schnauze, sowie der schwarze Schwanz und die schwarzen Außenseiten der Beine. Der Spiegel ist hellgelb. Oberhalb der Vorderbeine erhebt sich ein kleiner Höcker (Widerrist), so dass die Rückenlinie scheinbar abfallend ist. Beide Geschlechter tragen halbmondförmig gebogene, stark abgeknickte Hörner, die im Durchschnitt einen halben Meter lang werden können. Der Rekord liegt bei 74,93 cm. Gehör und Geruchssinn sind gut entwickelt, das Sehvermögen weniger. Aufgeschreckte Tiere laufen oft ein kurzes Stück und bleiben dann stehen, um sich umzuschauen. Bei Gefahr wird ein warnendes Prusten ausgestoßen. Südafrikanische Kuhantilopen können unmittelbar vom Schritt in einen Kanter-Galopp wechseln, der schnell und energiesparend ist. Dabei können sie Geschwindigkeiten von 70 km/h erreichen.

## Verbreitung
Die Südafrikanische Kuhantilope kam in der trockenen, westlichen Hälfte des südlichen Afrika vom äußersten Süden Angolas über die Mitte und den Osten Namibias, das Zentrum und den Süden Botswanas bis in Teile Südafrikas vor. Heute tritt sie nur noch in kleinen Teilen des ursprünglichen Verbreitungsgebietes auf. Sie lebt in Trockensavannen und Grassteppen mit nur wenigen Bäumen. Besonders die großen Absperrzäune, die zur Vermeidung der Ausbreitung der Maul- und Klauenseuche kreuz und quer durch Botswana errichtet wurden, haben zu einem 70%igen Einbruch des Bestandes geführt.

## Lebensweise
Die Südafrikanische Kuhantilope lebt in Herden von 10 bis 20, manchmal auch bis 100 Tieren. Diese Herden bestehen aus Weibchen und Jungtieren. Dominante Bullen markieren ihr Revier durch Kothaufen und stellen sich oft zur Besitzanzeige demonstrativ auf kleine Hügel oder erodierte Termitenbaue. Herden innerhalb eines Territortiums eines dominanten Bullen werden von diesem zusammengetrieben und angeführt, in seiner Abwesenheit übernimmt eine Kuh diese Funktion. Weibchenlose Bullen schließen sich zu Junggesellenherden zusammen, ältere sind Einzelgänger. Südafrikanische Kuhantilopen ernähren sich fast ausschließlich von Gras und können, bedingt durch ihr schmales Maul, qualitativ hochwertige Gräser zwischen vielen nährstoffarmen auswählen. In der Trockenzeit (Südwinter) nehmen sie auch Laub zu sich. Sie äsen vor allem frühmorgens und spätnachmittags. Sie trinken wenn möglich regelmäßig, können aber auch lange ohne Wasser auskommen. Ein einzelnes Jungtier wird nach einer Tragzeit von acht Monaten im Südsommer zwischen Oktober und Dezember geboren.

## Systematik
Die Südafrikanische Kuhantilope wird oft auch als eine Unterart der Kuhantilope (A. buselaphus) angesehen, ist jedoch die Schwesterart der Lichtenstein-Kuhantilope (A. lichtensteinii) und hat Artstatus bekommen, da Alcelaphus buselaphus paraphyletisch würde, wenn die Südafrikanische Kuhantilope als Unterart in diese Art gestellt würde.